# Treshnish Isles
Treshnish Isles är öar i Storbritannien.   De ligger i kommunen Argyll and Bute och riksdelen Skottland, i den nordvästra delen av landet, 700 km nordväst om huvudstaden London. Arean är 2,4 kvadratkilometer. Där finns sju öar i gruppen: Bac Mor, Lunga, Fladda, Bac Beag, Sgeir an Eirionnaich, Sgeir na h-Iolaire, Sgeir an Fheoir, Cairn na Burgh More, Cairn na Burgh Beg och Sgeir a'Chaisteil.